# Walter Freeman
Walter Jackson Freeman II (ur. 14 listopada 1895 w Filadelfii, zm. 31 maja 1972) – amerykański lekarz, neurolog specjalizujący się w lobotomiach, zwolennik psychochirurgii. W swojej karierze przeprowadził 3500 lobotomii.
Studiował na Uniwersytecie Yale i Uniwersytecie Pensylwanii (University of Pennsylvania Medical School). Był prezesem Amerykańskiego Towarzystwa Neuropatologów w latach 1944–1945, prezesem American Board of Psychiatry and Neurology w latach 1946–1947, członkiem Amerykańskiego Towarzystwa Psychiatrycznego.
Jego ojciec Walter Jackson Freeman był uznanym lekarzem, a dziadek William Keen przewodniczącym Amerykańskiego Towarzystwa Medycznego i pierwszym amerykańskim neurochirurgiem. 